# Aeroportul Koliganek
Aeroportul Koliganek (IATA: KGK, ICAO: PAJZ, FAA LID: JZZ) este un aeroport din Dillingham Census Area⁠(d), Unorganized Borough, Alaska, Alaska, Statele Unite ale Americii ce deservește zona Koliganek⁠(d). Aeroportul a fost tranzitat în 2019 de 1.872 de pasageri. A fost numit după zona deservită.
Situat la o altitudine de 82 m, aeroportul dispune de 1 pistă. Este operat de Alaska Department of Transportation & Public Facilities⁠(d).

## Infrastructură

### Piste
Aeroportul dispune de o singură pistă. Pista 09/27 are suprafața de pietriș și dimensiunile 3.300 picioare × 75 picioare. 